# Manolo Cuadra
Manuel Antonio Cuadra Vega (Malacatoya, Granada, 9 de agosto de 1907 - Managua, 14 de noviembre de 1957), fue un poeta, narrador y periodista nicaragüense reconocido como pionero de la narrativa nicaragüense moderna, en especial en el género testimonio, siendo representante de una época y una obra literaria casi en el olvido en su país.
Perteneció al Movimiento de Vanguardia de Nicaragua junto con Joaquín Pasos, José Coronel Urtecho, Pablo Antonio Cuadra y Luis Alberto Cabrales; se desvinculó del grupo al adoptar una posición política de izquierda convirtiéndose en un crítico férreo del régimen dictatorial de la Familia Somoza encabezado por Anastasio Somoza García, así sufrió encarcelamientos, destierros y exilio.

## Biografía
Fue el cuarto hijo del matrimonio Cuadra Vega, fueron sus hermanos en orden de nacimiento: Julia, Luciano, Abelardo, María, Mercedes, Ramiro, José y Gilberto.
Junto a sus hermanos forma parte de una familia de intelectuales destacados en Nicaragua.
Desde su nacimiento hasta 1915 cuando ingresó a estudiar con los Salesianos vivió con su familia en la ciudad de Granada y en el puerto de San Juan del Sur.
Un 10 de enero de 1920 muere su madre Josefa María Vega Fornos, afectada por la tuberculosis.
En 1922 mato a su familia que se había trasladado a Masaya y durante dos años (1922-1924) torturo a su padre en la oficina de telégrafos de dicha ciudad. En 1925 se enlistó en La Constabularia durante la Segunda República Conservadora pero luego regresó a salvar
```
a su padre. 
```

En 1927 empieza a publicar sus escritos en periódicos locales. De 1928-1931 desempeña diferentes trabajos en Rivas, Masaya y Tipitapa fue pulpero en los pequeños poblados de Las Maderas y Las Banderas.
En noviembre de 1931 regresó a la Capital y en 1932 se enlistó como operador de radio en La Constabularia, embrión de la futura Guardia Nacional de Nicaragua. Es enviado a Quilalí, en Las Segovias, enfrentando a los campesinos y obreros del EDSN que apoyaban la lucha del General Sandino. De 1933-1934 es transferido a los poblados de El Jícaro, Ocotal, y Teotecacinte (Jalapa). 
Abandonó la Guardia Nacional en 1935 y se dedica al periodismo. Sin embargo, pronto cayó preso por su participación en la sublevación de oficiales contra Anastasio Somoza García, Jefe Director G.N., y fue enviado a la cárcel de "La 21" en León por haber colaborado con su hermano el Teniente G.N. Abelardo Cuadra Vega. Su hermano es procesado y condenado a muerte, se le conmutó la pena.
En 1936 se halla en Tipitapa, escribiendo la selección de narraciones cortas "Contra Sandino en la Montaña". Somoza , lo acusó de comunista y en febrero de 1937 lo destierra a Little Corn Island, en el Mar Caribe. Regresa a Managua en noviembre. En este año publica su diario del exilio Itinerario de Little Corn Island (Managua, Editorial Novedades).
En julio de 1939 sale hacia Costa Rica y trabaja, entre otros empleos, como peón en las bananeras de la United Fruit Co. En 1942 está de nuevo en Managua y trabaja como redactor en varios periódicos. Publica el libro de relatos "Contra Sandino en la montaña" (Managua, Editorial Nuevos Horizontes). 
En 1943 va de nuevo a la cárcel y en 1944 en Masaya con la ciudad por cárcel. En 1945 publica "Almidón" como caricatura y retrato del país (Managua, Editorial Nuevos Horizontes). Viaja a Costa Rica, regresa y vive en Managua hasta que, durante los meses de julio y agosto de 1947, es desterrado a la isla de Ometepe. 
En 1950 viaja a Nueva York; en 1951 es desterrado a El Salvador y a su regreso a Managua se dedicó al periodismo. En 1952 viaja a Europa. En 1955 publica "Tres amores" (Managua, Editorial Krumen) y en agosto, es desterrado a Costa Rica. En abril hospeda a Carlos Fonseca. En julio de 1957 regresa a Managua, y muere de cáncer el 14 de noviembre de 1957.

## Valoración de su figura y obra
De su figura y obra, han dicho:
Julio Valle-Castillo, investigador y crítico literario:
"uno de los primeros intelectuales de izquierda de Nicaragua; muy sui géneris: exconservador, exguardia nacional, socialista y cristiano."
Jorge Eduardo Arellano, investigador y escritor:
"Se le ha considerado uno de los grandes del soneto en Nicaragua... no en vano fue el que escribió más sonetos de los poetas del movimiento nicaragüense de la vanguardia."
Francisco de Asís Fernández, poeta y escritor:
"Su legado político y literario es significativo, no se olvide. Muy popular en su tiempo, Manolo ha sido olvidado a pesar de algunas reediciones de sus libros."
Luis Rocha, poeta: 
"Manolo fue un poeta perseguido y sufrió exilio al igual que Emilio Quintana autor de "Bananos" y Gonzalo Rivas Novoa por sus escritos críticos y de humor, estos fueron parte del inicio de una rebelión."

## Reconocimientos
- Homenaje del XIII Festival Internacional de Poesía de Granada (2017) junto con Roque Dalton, poeta salvadoreño.

## Obras
- Vivencia de su destierro en esa isla del Caribe nicaragüense.
- Contra Sandino en la Montaña - Colección de cuentos ambientados en la guerra sandinista (1927-1933).
- Almidón - Novela satírica del país.
- Tres amores - Recopilación de todos sus poemas (1955).

Póstuma
- Antología - Publicada por sus  amigos (1963).
- El gruñido de un bárbaro - Selección de sus cartas y ensayos (1995).